# Ezeriș
Ezeriș is een Roemeense gemeente in het district Caraș-Severin.
Ezeriș telt 1347 inwoners.